# Ōta Yōko
Ōta Yōko (jap. 大田 洋子; * 18. November 1906 in der Präfektur Hiroshima; † 10. Dezember 1963) war eine japanische Schriftstellerin.

## Leben
Ōta trat in den 1930er Jahren mit ersten Romanen hervor wie Sakura no kuni (桜の国, „Land der Kirschblüten“), für den sie 1940 einen Preis der Zeitschrift Asahi Shimbun erhielt.  Prägend wurde für sie der Atombombenabwurf auf Hiroshima am 6. August 1945, den sie in der Stadt miterlebte. Darauf basierend schrieb sie im selben Jahr Shikabane no machi (屍の街, „Stadt der Leichen“); allerdings weigerten sich die Verlage bis 1948 diesen zu veröffentlichen und auch dann nur gekürzt. Das Ereignis trat beginnend mit diesem Werk in den Mittelpunkt ihres literarischen Schaffens und machte sie zu einer bedeutenden Vertreterin der „Atombomben-Literatur“. Es folgten Werke wie Ningen ranru (人間襤褸, „menschliche(r) Fetzen“; 1951, mit dem Frauenliteraturpreis ausgezeichnet), Hotaru (ほたる, „Glühwürmchen“; 1953) und Han ningen (半人間, „halber Mensch“; 1954). Eine vierbändige Gesamtausgabe ihrer Werke (大田洋子集, Ōta Yōko shū) erschien posthum 1981.

## Werke
- Ein halber Mensch und Ein Licht wie auf dem Meeresgrund, in: Seit jenem Tag, hg. v. Ito, Narihiko/Schaarschmidt, Siegfried/Schamoni, Wolfgang. Fischer 1984. ISBN 3-596-25862-6.

## Quelle
- The Great Soviet Encyclopedia 1979: Ota Yoko

1. ↑  John Whittier Treat: Writing Ground Zero: Japanese Literature and the Atomic Bomb. The University of Chicago Press, 1995, ISBN 0-226-81177-8, S. 93 (eingeschränkte Vorschau in der Google-Buchsuche).

| Personendaten    | Personendaten               |
| ---------------- | --------------------------- |
| NAME             | Ōta, Yōko                   |
| ALTERNATIVNAMEN  | 大田 洋子 (japanisch)       |
| KURZBESCHREIBUNG | japanische Schriftstellerin |
| GEBURTSDATUM     | 18. November 1906           |
| GEBURTSORT       | Präfektur Hiroshima         |
| STERBEDATUM      | 10. Dezember 1963           |